# Cavallo alato

Una coppia di cavalli alati situati all'Ara della Regina, Tarquinia, risalenti al IV secolo a.C.

Il cavallo alato è una creatura mitologica solitamente rappresentata provvista di un paio di ali piumate, ispirate a quelle dei volatili. Questa forma fantastica e immaginaria del cavallo è presente fin dalla più antica epoca nell'arte e nelle storie di miti, leggende, diverse religioni e tradizioni del folklore. Originario dell'antico Vicino Oriente, il cavallo alato arriva in Europa grazie al Pegaso della mitologia greca.
È molto presente anche nella mitologia araba e in India, sia nelle tradizioni indù che nel buddismo, in Cina, tra gli Etruschi, in Francia nel folklore del Giura, in Corea con Chollima, in Africa e nel Nord America.
Studiato da Spinoza e vari psicoanalisti, il cavallo alato unisce il simbolismo del cavallo classico, quello dell'animale ctoniano e dello psicopompo, con quello dell'uccello, animale rappresentante leggerezza ed elevazione spirituale.
Il cavallo alato più noto è Pegaso (in greco antico: Πήγασος?, Pḗgasos), originario della mitologia greca. Diverse opere fantasy, fumetti e giochi di ruolo presentano dei cavalli alati, come ad esempio i thestral di Harry Potter.

## Descrizione

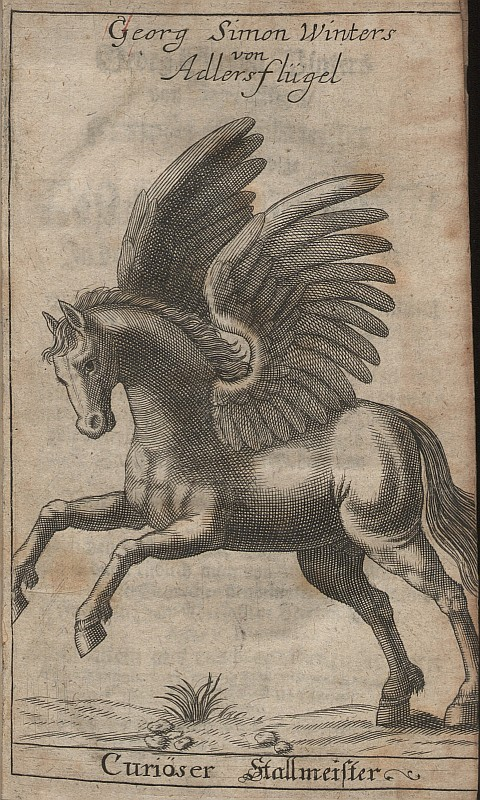
Landwirtschaft & Nutztierhaltung & Biologie & Pferd, incisione in un manoscritto tedesco del 1680 di Georg Simon Winter, raffigurante un cavallo alato

Il cavallo alato è un animale fantastico e chimerico, proprio come la sfinge, il centauro o il grifone.
Sebbene non esista nel mondo reale, possiede un significato nei sogni: nell'Ethica di Spinoza viene preso come esempio un cavallo alato per dimostrare che, nel "mondo dei sogni", non ci siano prove per sfatarne l'esistenza. Viene anche preso l'esempio di un bambino che, avendo visto solo un cavallo, non elimina la possibilità dell'esistenza di un cavallo alato, credendo poi nella sua esistenza.
Spesso, il cavallo alato è raffigurato con un manto bianco. Soprattutto nelle rappresentazioni dal XX secolo, le ali del cavallo sono rappresentate come membranose e nere, simili a quelle di un pipistrello. Questo è il caso dei thestral di Harry Potter, o del personaggio Marvel Dreadknight.

## Testimonianze mitologiche, leggendarie e religiose
Generalmente si associa la figura del cavallo alato al cielo: di conseguenza alle narrazioni cosmogoniche che raccontano la creazione e l'organizzazione del mondo e degli elementi. Tra i temi ricorrenti della cosmogonia vi sono il latte prodotto da una mucca celeste e la divinità che, facendo piovere, fertilizza la Terra. Questo dio fertilizzante solitamente ha l'aspetto di un ariete, un toro, un uccello o un cavallo alato. La maggior parte dei fenomeni climatici assumeva forma animale nelle antiche credenze. L'osservazione delle forze naturali, tra cui acqua, fulmini e animali, è citata come possibile origine del mito di Pegaso.
Secondo il germanista francese Marc-André Wagner, il cavallo alato apparve per la prima volta nei proto-ittiti: è quindi originario dell'antico Oriente. In questa regione, gli animali associati ai fulmini erano i tori, sostituiti poi dai cavalli alati. Pegaso sarebbe il recupero greco del mito asiatico. Il cavallo alato è diventato molto comune nelle mitologie, e ancora di più nelle antiche opere d'arte. Ludolf Malten, filologo tedesco, ritiene che il mito del cavallo alato associato ai fulmini abbia preso forma verso il II e il III millennio a.C. in Asia Minore, parallelamente alla diffusione del cavallo domestico. Pegaso è di gran lunga il più noto tra i cavalli alati, al punto che il suo nome è arrivato a definire le creature di questo tipo nell'araldica, nei mondi fantasy o nei giochi di ruolo. Tuttavia, esso non è l'unico cavallo alato la cui storia, scritti e miti hanno conservato il nome.

### Mitologia greco-romana

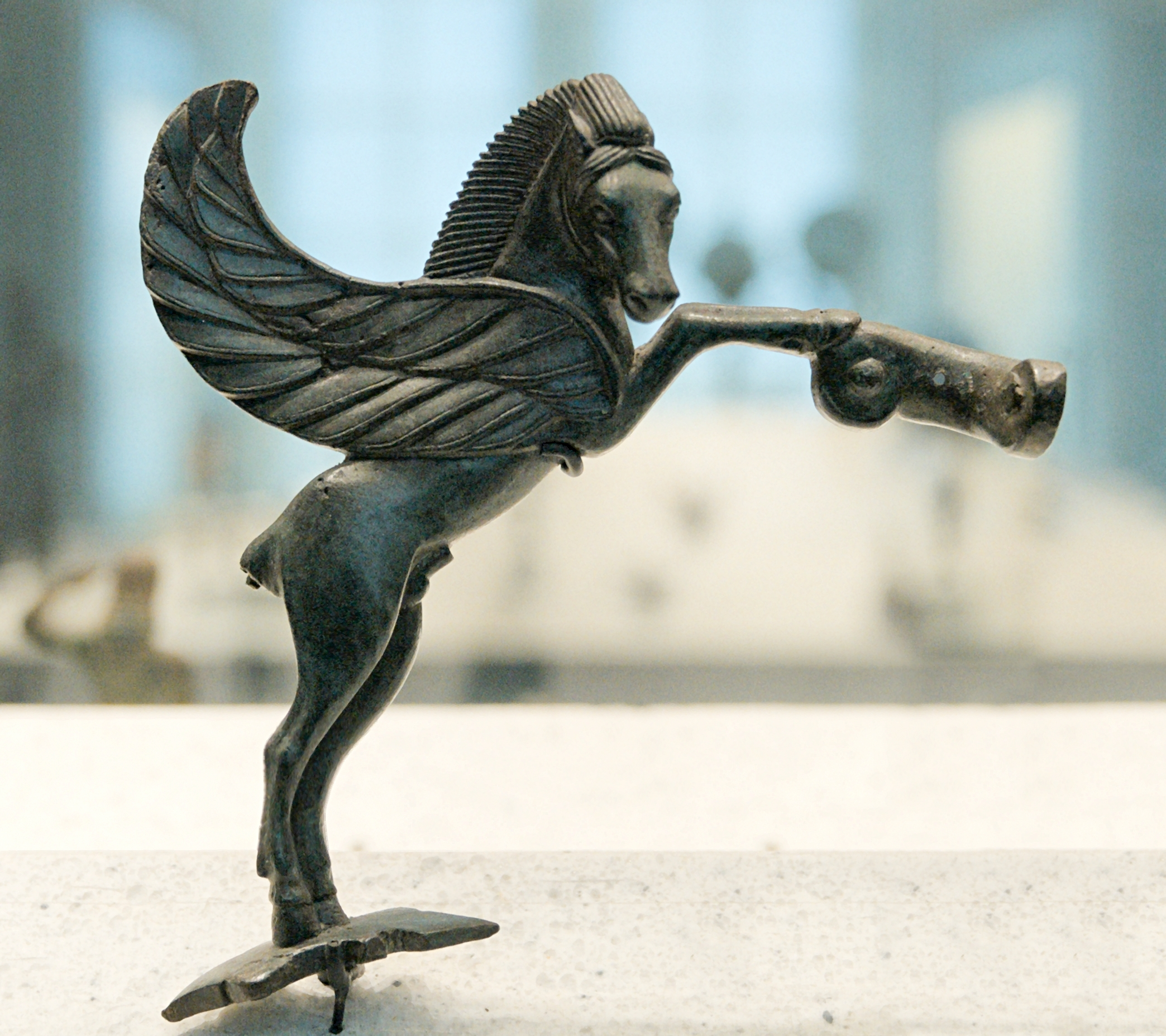
Cavallo alato decorativo in bronzo, fabbricato il VI secolo a.C. nel nord-ovest della Grecia a Dodona, Epiro

Pegaso, il più rappresentativo dei cavalli alati, proviene da un antico dio dei temporali nella mitologia ittita, che porta l'epiteto di Pihassassa. Parte del suo mito sarebbe passato dai Luvi agli antichi Greci. Il romanziere e saggista canadese Jacques Desautels considera questo fatto come una conseguenza dell'addomesticamento del cavallo da parte dei Greci. Il mito del cavallo alato conosce una vasta diffusione nel mondo antico: secondo lo storico Marcel Simon, fu adottato dai romani e parzialmente cristianizzato nel IV secolo.
I testi relativi alla mitologia greca ci riferiscono che l'eroe Pelope ricevette dal dio Poseidone un carro imbrigliato con due cavalli alati. Nello stesso passaggio dedicato alla descrizione delle scene mitologiche che decorano la cassa di Cipselo, Pausania riconosce due Nereidi in un carro trainato da cavalli con ali dorate, in una rappresentazione che potrebbe mostrare la consegna da parte di Efesto del secondo armamento di Achille a Teti dopo la morte di Patroclo. Quando Platone descrive il tempio di Poseidone sulla mitica isola di Atlantide, la statua del dio è, secondo lui, in piedi su un carro trainato da sei cavalli alati.

#### Ippogallo
L'ippogallo è una creatura ibrida fantastica della mitologia greca, metà cavallo e metà gallo. Sebbene la più antica rappresentazione oggi conosciuta risalga al IX secolo a.C., il motivo diventa comune nel VI secolo a.C., in particolare nella pittura vascolare e, talvolta, nella scultura. Viene citato in alcune opere letterarie del V secolo a.C., senza che i miti ad esso collegati siano ancora noti. La sua funzione rimane piuttosto misteriosa, come bestia apotropaica e profilattica, avrebbe potuto essere dedicata a Poseidone e responsabile della protezione delle navi. Altri studi lo vedono come un animale grottesco che diverte i bambini o una semplice decorazione fantastica senza una particolare funzione.

#### Pegaso

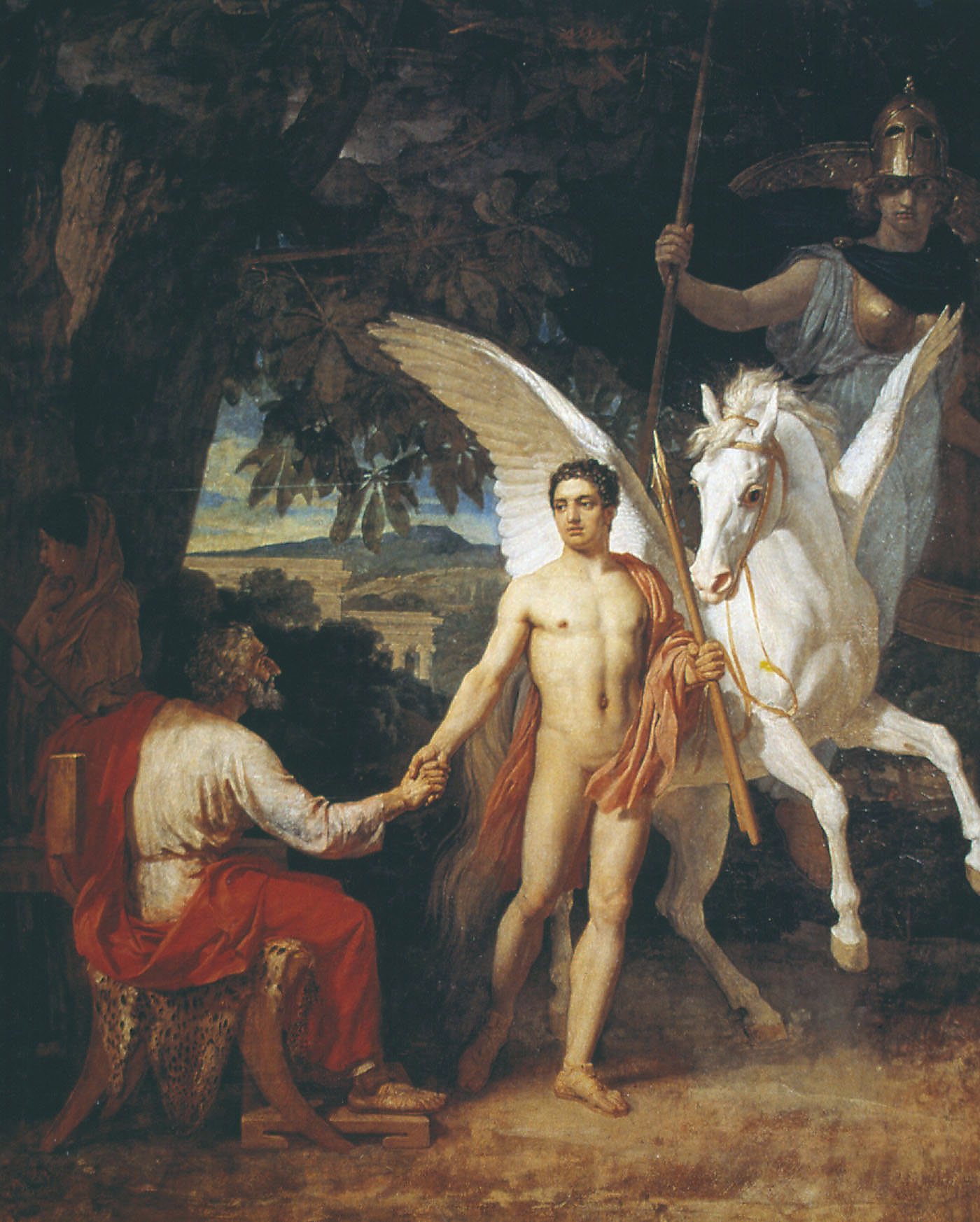
Bellerofonte si appresta a combattere la chimera, Aleksandr Ivanov (1829)

Pegaso è una delle creature fantastiche più famose della mitologia greca. Di natura divina, è solitamente rappresentato di bianco. Secondo il mito, nacque dal terreno bagnato dal sangue versato quando Perseo tagliò il collo di Medusa. Secondo un'altra versione, Pegaso sarebbe balzato direttamente fuori dal collo tagliato del mostro, insieme a Crisaore. Secondo i poeti greco-romani, dopo la sua nascita ascese al cielo e si mise al servizio di Zeus, il re degli dei, che lo incaricò di portare lampi e tuoni sull'Olimpo. Amico delle Muse, Pegaso è il creatore della fonte Ippocrene, nata da un punto colpito dal suo zoccolo. Catturato dall'eroe Bellerofonte vicino alla fontana di Pirene con l'aiuto della dea Atena e del dio Poseidone, esso permette a questo eroe di montarlo per sconfiggere un mostro, la Chimera, ed eseguire molte altre imprese. Il suo cavaliere è comunque vittima del suo orgoglio, e cade dalla sua schiena cercando di raggiungere il Monte Olimpo. Pegaso trova Zeus, che lo trasforma in una costellazione omonima.

#### Pegaso etiope
Il pegaso etiope è menzionato da Plinio il Vecchio come parte di una tribù di cavalli alati e cornuti che risiede in Etiopia, nell'Africa sub-sahariana. La sua figura è ripresa nei bestiari medievali.

### Mitologia germano-scandinavia

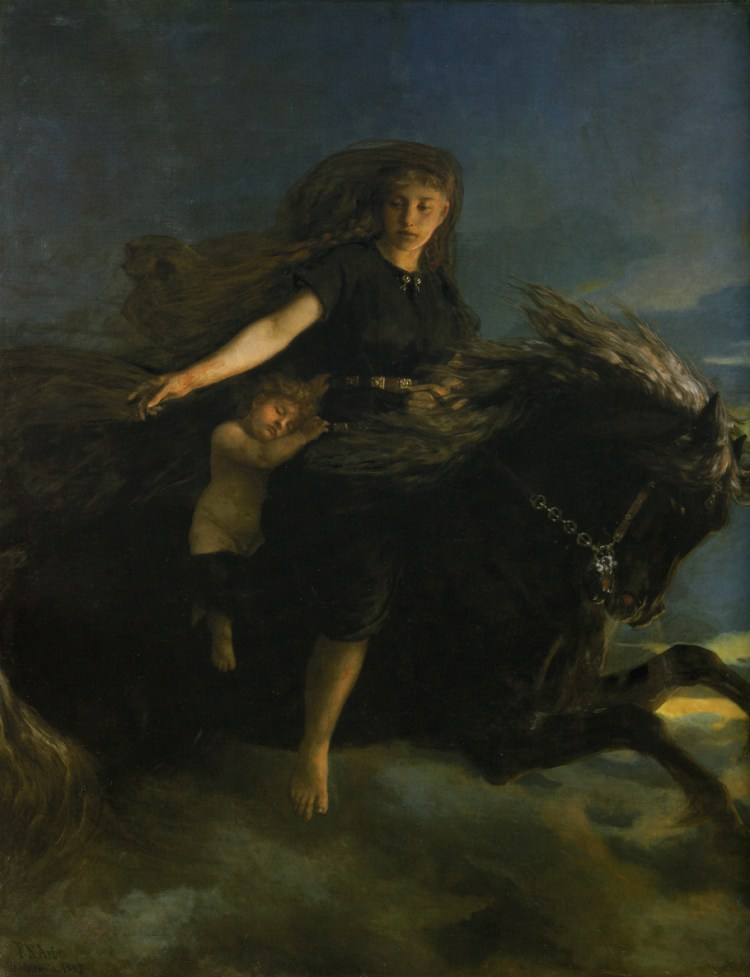
Nótt cavalca Hrímfaxi nel quadro del XIX secolo di Peter Nicolai Arbo

Il cavallo alato è raro se non assente nella mitologia norrena e nelle tradizioni germaniche, sebbene vi sia una funzione sciamanica di esso, che prevede il volo dell'animale. I cavali capaci di volare, come Árvakr e Alsviðr, Skínfaxi e Hrímfaxi e Sleipnir, non sono dotati di ali. Contrariamente all'immaginario moderno, le valchirie non montano sui cavalli alati o cigni, nonostante abbiano una correlazione con quest'ultimo.
Hófvarpnir, cavallo della dea Gná, è capace di muoversi in cielo come nel mare; la dea rispose a un Vanir, che la vide cavalcare in aria:
þó ek fer

ok at lopti líðk

á Hófvarpni

þeim er Hamskerpir

sebbene io corra

e in aria sfrecci

su Hófvarpnir,

colui che Hamskerpir

ebbe con Garðrofa.»
(Snorri Sturluson, Gylfaginning)
Jacob Grimm, filologo tedesco, notò che la dea Gná non è considerata un essere alato, al contrario dell'immaginario collettivo dell'epoca. Ciò che permetteva alla dea di volare era la sua cavalcatura. Il fratello, Wilhelm Grimm, osservò che Falke, nome del cavallo presente nella leggenda germanica Þiðrekssaga, era la traduzione di "falco", di conseguenza probabilmente dotato di ali.

### Mitologia ebraica e mitraismo
Tra gli ebrei, le storie apocalittiche e leggendarie evocano spesso cavalli alati che emergono dal mare. Secondo uno degli inni del mitraismo, Mitra si alza in cielo in un carro d'oro trainato da quattro cavalli volanti.

### Europa cristiana
L'avvento del cristianesimo in Europa associa questo animale alle tradizioni pagane; sebbene non fosse stata eliminata, la creatura fu più volte demonizzata: il destriero del demone Adramelech è stato rappresentato come un cavallo alato. Una prova della sopravvivenza di questa convinzione è la presenza di cavalli alati nel folklore del Giura.

#### Folklore del Giura
Il folklore francese ha fornito ali ai cavalli del Giura, elencati e descritti da folcloristi del XIX secolo, tra cui Désiré Monnier. Il cavallo bianco di Chisséria, noto anche come "Pegaso di Ségomon", è specifico del cantone di Arinthod. Esso appare sotto forma di un cavallo alato, a volte accompagnato da elfi e silfidi, o cavalcato da un cacciatore armato. Il cavallo bianco di Foncine, o "Pegaso di Foncine", è oggetto di numerose testimonianze. Conosciuto per le sue tradizionali apparizioni al crepuscolo, è stato avvistato da molti pastori in loco, che testimoniano di aver visto "l'elegante destriero" pascolare alle fonti del fiume Saine prima di volare via "con un'ammirevole leggerezza" verso la cima della montagna sacra. Lo stesso sindaco di Foncine testimonia che questo cavallo era ben noto ai suoi tempi.
Un silfide cavaliere, descritto come un re con una sciabola puntata verso l'alto, montava un cavallo bianco alato. È stato citato vicino ai laghi dell'alto Giura, come il lago di Bonlieu e quello di Narlay.

#### Racconti popolari europei
Il cavallo alato appare in alcune storie popolari europee, risalenti a epoche successive la cristianizzazione. Il Cambuscan di Geoffrey Chaucer presenta un cavallo meccanico costruito in rame in grado di volare; nel testo non è specificato se il cavallo abbia le ali o meno. Nel racconto, il cavallo viene ricevuto dal re di Sarray come regalo da parte del sovrano di Arabia e India, frutto della creazione di un mago, che lo ha reso capace di volare veloce come un'aquila. Più classico, è il cavallo alato raccontato ne Le Dragon doré, testo ritrovato in Guascogna da Jean-François Bladé.

#### Racconti slavi

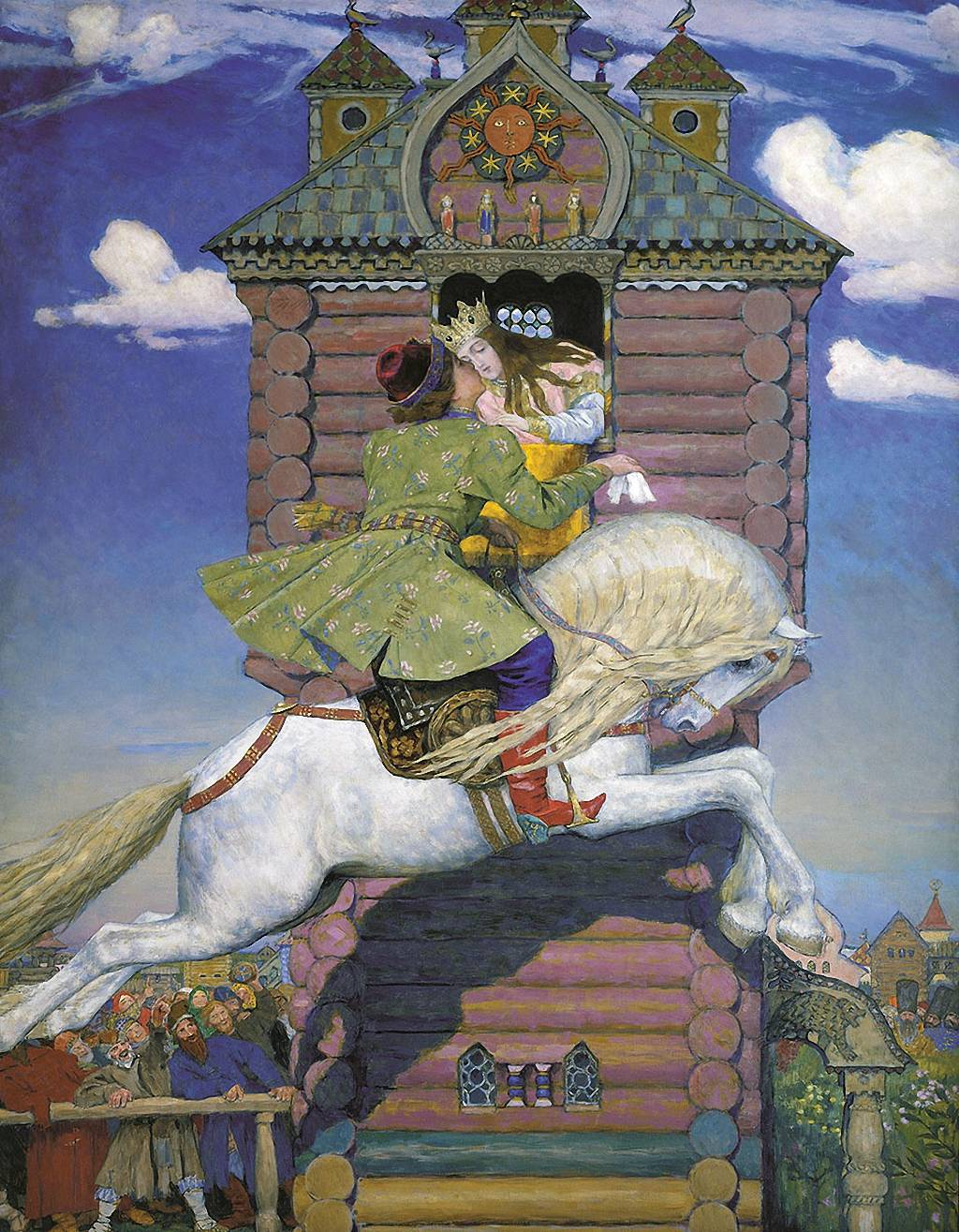
Sivko-Bourko dipinto da Viktor Vasnecov, 1926

Nel folklore slavo orientale, il cavallo Sivko-Bourko non è espressamente descritto come alato; tuttavia, esso è in grado di saltare fino a un'altezza soprannaturale. Il cavallo presente nel racconto popolare Neznaïko, invece, "vola sopra la foresta immobile".

### Mitologia araba e tradizioni islamiche
La mitologia araba ignora molte creature di origine greca, come il centauro e l'unicorno, ma dà grande importanza al cavallo alato, correlato spesso all'elemento del vento. Il cavallo è onnipresente nell'immaginario del mondo musulmano e permea il vocabolario ippologico arabo stesso, con una ventina di parole usate per designare il campo semantico dell'ornitologia. Secondo Eugène Daumas, scrittore e politico francese, gli arabi credono che i cavalli sauri siano in grado di volare in aria.

#### Burāq

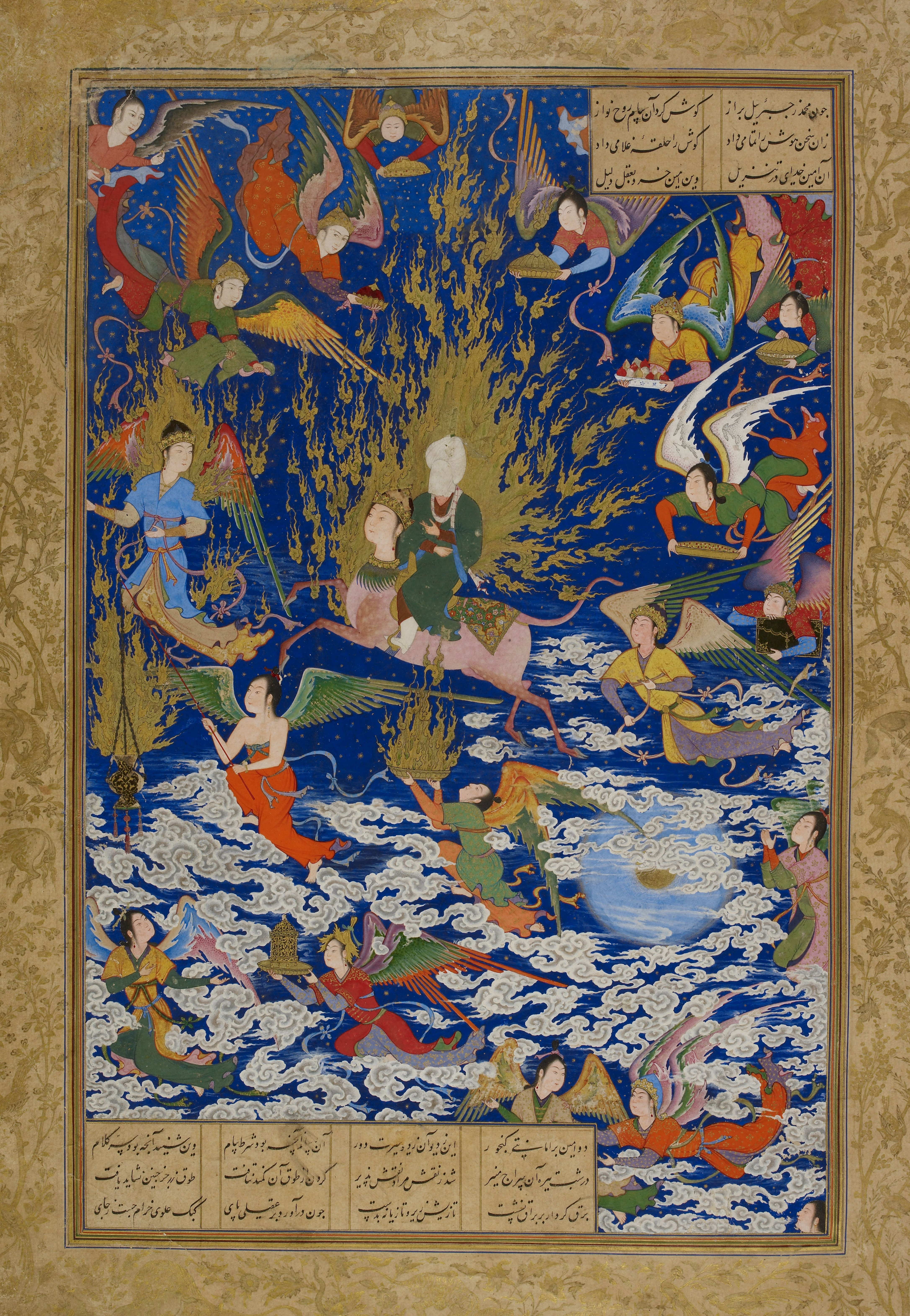
L'ascesa di Maometto verso i sette cieli (mi'raj) in sella a Burāq, 1539-1543

Secondo l'Ḥadīth, il racconto sulla vita di Maometto, Burāq sarebbe il destriero sacro che porta il profeta. Generalmente rappresentato come una giumenta alata con testa di donna e coda di pavone, Burāq fu incaricato dall'angelo Gabriele di portare il profeta dell'Islam dalla Mecca a Gerusalemme, prima che egli intraprendesse l'ascesa per i sette cieli (miʿrāj). Il Sahih al-Bukhari descrive la giumenta come "un animale bianco e lungo, più grande di un asino ma più piccolo di un mulo". Burāq è ricordato anche come la cavalcatura di Ibrāhīm, quando si recò alla Mecca in visita della sua concubina Hagar e del loro figlio Ismaele.

#### Haizum
Nella tradizione islamica, l'arcangelo Gabriele montava un cavallo alato di nome Haizum, capace di volare in tutto lo spazio conosciuto.

#### Racconti arabi
L'immagine di questo animale mitologico si trova nella favola Il cavallo incantato, parte di Le mille e una notte: il re della Persia riceve nella sua corte un indiano, il quale mostrò al sultano un cavallo di ebano capace di sollevarsi e portare il suo padrone in qualsiasi luogo egli desiderasse. A Il Cairo, un racconto risalente al 1830 presenta un cavallo alato. Esso è il padrino di un bambino, e dalla sua nascita veglia su di lui, portandogli vino, dolci, vestiti e l'ombra delle sue ali. Il volo del cavallo, storia scritta dalla quebecchese Marie José Thériault, narra di un ragazzo arabo che salva una città dalla miseria facendo apparire una mandria di cavalli alati bianchi.

### Asia centro-orientale

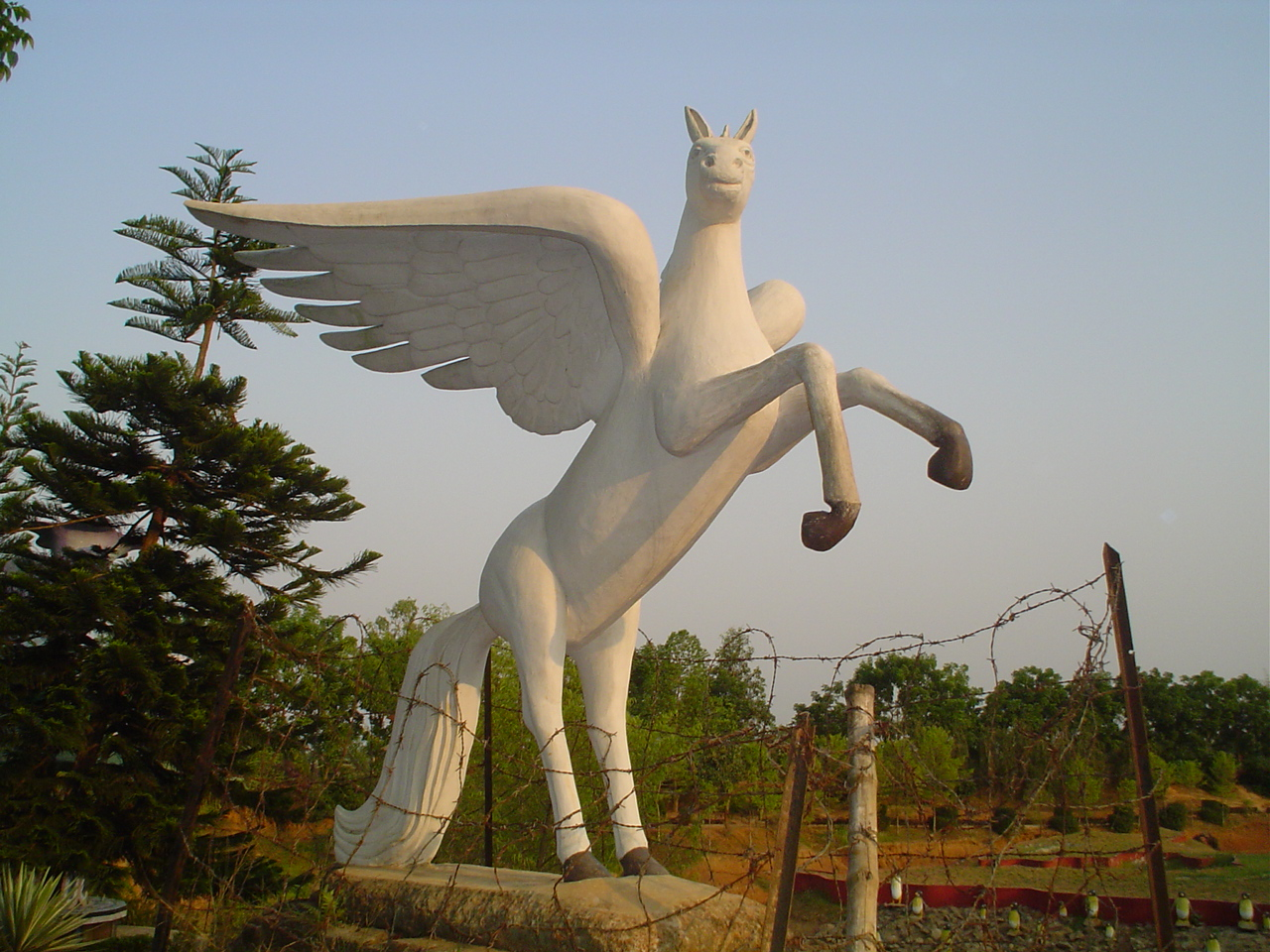
Statua del cavallo Ponkhiraj a Sopnopuri, Dinajpur, Bangladesh

Onnipresente nel continente asiatico, il mito del cavallo alato si trova nell'epopea del Tibet e della Mongolia, dove i puledri volano come fossero uccelli. In Jacuzia, nella cultura sciamanica, il cavallo possiede le ali; il popolo nomade degli Xianbei, stabilitosi nella regione dell'attuale Mongolia, parlò di una "bestia celeste di forma equina", che ha dato il via a un'abbondante produzione artistica. Il cavallo alato bianco Ponkhiraj è il re degli uccelli nelle storie popolari bengalesi. Un racconto in wakhi parla di un puledro che non può toccare il suolo per i primi quaranta giorni di vita, per evitare la rottura delle sue ali.

#### Tianma
Tianma è un cavallo alato del folklore cinese che deve il suo nome all'unione delle parole ma (cavallo) e tian (celeste). Capace di volare, è il protettore dei bachi da seta. Il cavallo è spesso associato alla dinastia Han, e in particolare all'imperatore Han Wudi, che lo apprezzava particolarmente. Questo animale possiede diversi poteri che lo rendono somigliante al drago cinese: nato dalle acque, nato dalle acque, è metamorfico e trascende le barriere tra le specie animali, tanto quanto le distanze geografiche. Il suo aspetto varia a seconda delle narrazioni: una di loro lo rappresenta come una tigre che galoppa tra le nuvole, un altro come un serpente con la testa di un cavallo, infine un altro lo descrive simile a un uccello e dotato di ali.

#### Chŏllima

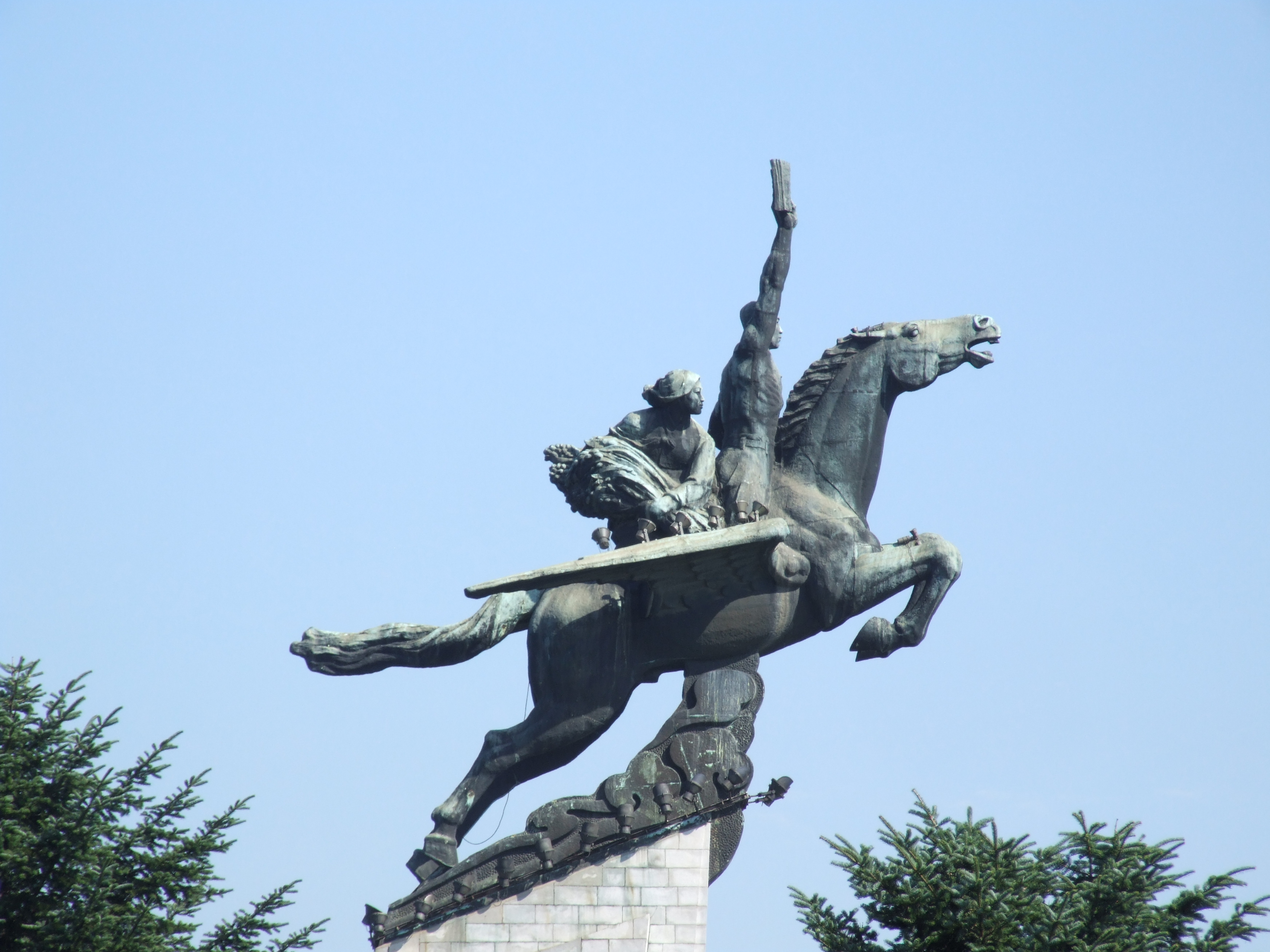
Statua del Chollima a Pyongyang, Corea del Nord

Chŏllima, famoso cavallo alato della mitologia coreana, è presente in molti aspetti della vita quotidiana coreana, sebbene l'equino sia derivato da una leggenda cinese. Secondo essa, Chŏllima è in grado di percorrere 400 chilometri al giorno: da questo mito deriva il suo soprannome, qiānlǐmǎ, ovvero "cavallo dei mille lǐ". Animale nazionale nordcoreano, Chŏllima è stato una fonte d'ispirazione per il movimento Chŏllima, avviato da Kim Il-Sung: un sistema creato per motivare i lavoratori, aumentando la loro produttività al fine di uno sviluppo economico. Chŏllima è anche il soprannome della nazionale di calcio della Corea del Nord e il nome di una linea della metropolitana a Pyongyang, la linea Chŏllima.

#### Tchal-Kouyrouk
Derivato dal poema epico di Er-Töshtük, ramo del ciclo di Manas che costituisce l'epopea del Kirghizistan, Tchal-Kouyrouk ("coda di frassino grigia") è un cavallo in grado di volare, camminare sull'acqua e parlare. Assiste il suo padrone e veglia su di lui in ogni circostanza, invitandolo a seguire i suoi consigli. Il suo cavaliere deve frustarlo e strappargli un pezzo di carne "grande come una pecora", affinché le ali escano dai fianchi, rendendolo in grado di attraversare enormi distanze.

#### Tulpar

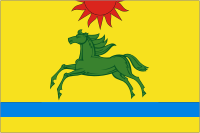
Bandiera di Argajašskij rajon, rajon dell'Oblast' di Čeljabinsk, raffigurante un cavallo alato

Tulpar è un cavallo alato raffigurato nella mitologia dei tartari, popolo risiedente nell'area dell'attuale Kirghizistan. I "tulpars" raccontati nella mitologia sono dei cavalli alati capaci di trasportare un eroe sul loro dorso. Tulpar non è il nome di uno specifico cavallo o una famiglia di essi, bensì è un aggettivo dato a loro. Manas, noto eroe dell'epopea di Manas, cattura il cavallo "tulpar" Kak-Kula. Sul suo dorso, Manas porta la principessa Hailek nel lago Songkol. Successivamente, il cavallo perde le sue qualità di "tulpar".

### India, induismo e buddismo
Il cavallo alato è spesso presente nei testi e nell'arte indiana. Secondo Dictionnaire des symboles, "tutti i cavalli alati appaiono lì" (così come nell'Antica Grecia), e questo è particolarmente vero per quanto riguarda il buddismo. Il cavallo alato si trova sia nel Jātaka buddista che nel Jātaka Valahassa o nel Vidura pandita Jātaka.

#### Tarkshya
Nel Ṛgveda Saṃhitā, i destrieri del carro di Indra sono dei cavalli alati neri con zoccoli bianchi. I loro occhi brillano, e la loro velocità supera quella del pensiero.
Le tradizioni indiane vediche includono anche Tarkshya, personificazione del sole. Tarkshya è stato presentato nei testi più antichi come un cavallo, diventando un uccello negli scritti più recenti, come nel Mahābhārata. Il destriero sembra aver ricevuto il ruolo di personificazione del sole in tempi molto antichi; esso è anche il destriero di Sūrya, sotto il nome di Ashva ("cavallo").

#### Kalki e Arvā

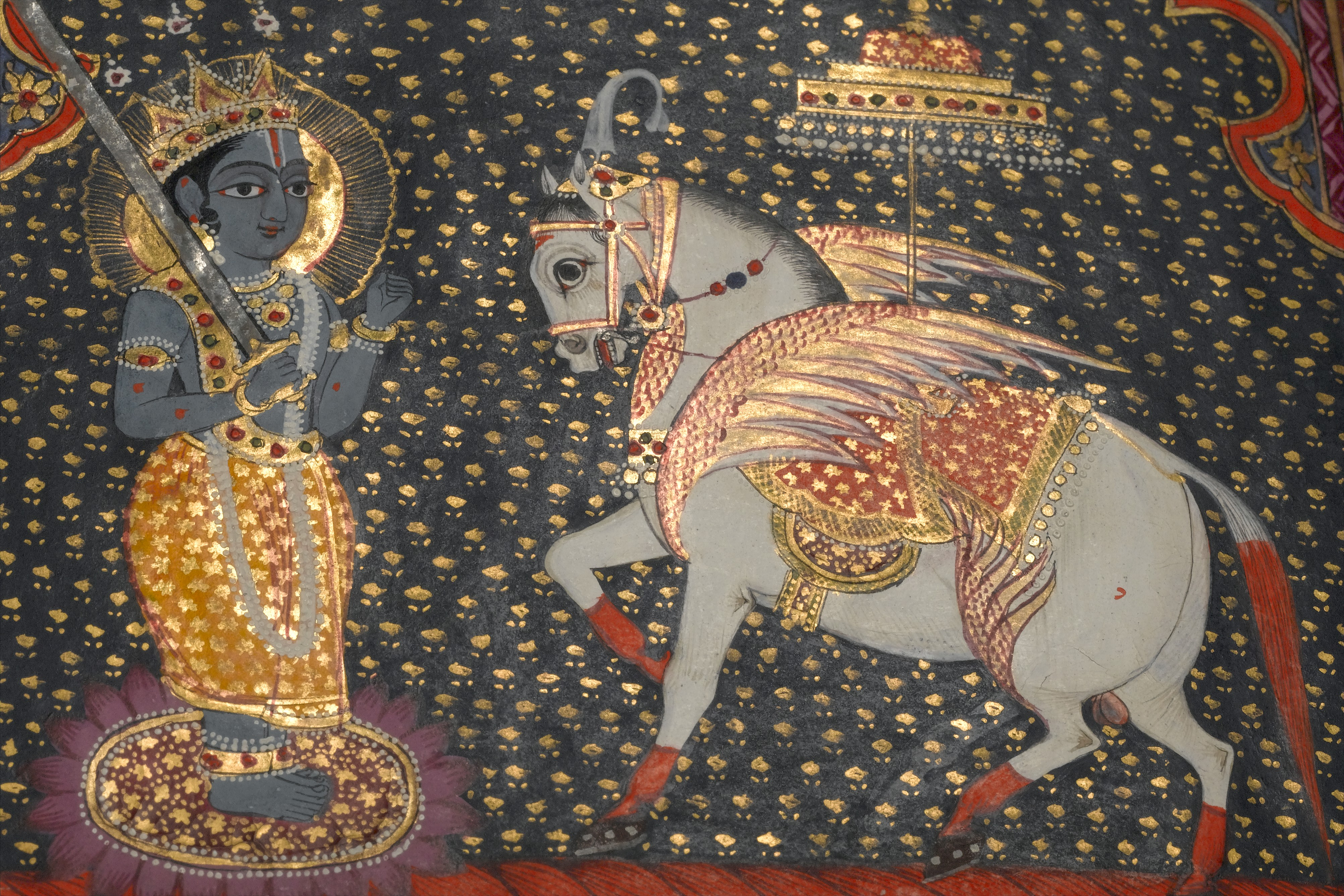
Kalki e il suo cavallo alato in un manoscritto punjabi

Kalki, decima avatāra di Viṣṇu, è spesso raffigurata su un cavallo bianco alato. Con questo destriero, distruggerà il vecchio mondo per far posto al nuovo.
Chandra, dio della luna, possiede dieci cavalli alati, di cui uno è Arvā, metà cavallo e metà uccello. Viene spesso rappresentato con le ali, ed è responsabile di trainare il carro del Dio.

#### Balāha
Secondo la concezione buddista, Raja Cakravartin, bodhisattva benevolo, è circondato da sette gioielli, uno dei quali è Balāha, un cavallo in grado di volare e muoversi senza sforzo in tutte le direzioni.
La storia buddista di Balāha è presente in diverse versioni, in lingua cinese e indiana. Secondo il racconto, un bodhisattva si presenta sotto forma di un cavallo volante dotato di ragione e parola per liberare i mercanti indù bloccati su un'isola per colpa dei rākṣasa, demoni antropofagici. Questa storia si è diffusa con il buddismo e, dalla sua origine in India, è rappresentata anche in Cambogia e Giappone.

### Altre tradizioni
Alcuni racconti del cavallo alato sono presenti anche nel continente africano. Bagzan, cavallo allevato dai tuareg del Niger, possiede diversi poteri, tra cui quello del volo. Nel folklore bambare maliano, i cavalli alati dei geni Kwore fertilizzano i terreni aridi portando la pioggia.
Nel folklore navajo, in America del Nord, viene menzionato un cavallo divino evocabile con un canto magico: lo scrittore statunitense Alexander Eliot vede il canto come un elogio poetico all'animale.

## Simbolismo

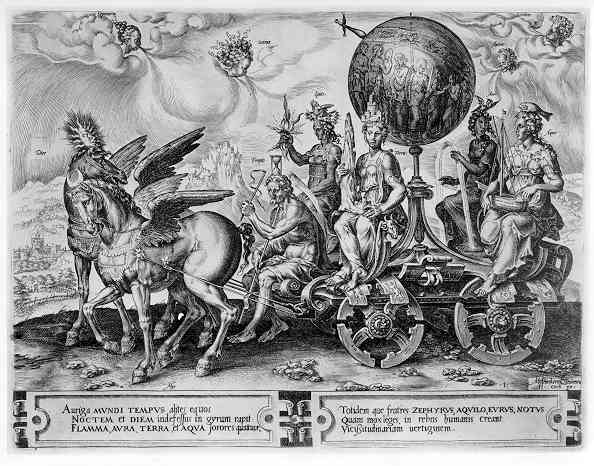
Un trionfo trainato da dei cavalli alati, rappresentato in forma allegorica (1564)

Il cavallo alato viene spesso associato all'elemento dell'aria e ai fulmini, per via della leggerezza della sua corsa e della ricchezza del suo respiro; le sue ali lo rendono un mezzo di trasporto per gli umani tra i diversi mondi, rappresentando anche l'immortalità.
È un animale molto rappresentato sin dall'antichità, come testimoniano le diverse monete coniate a Siracusa e in diverse regioni della Grecia con la sua effigie. Pegaso è stato un simbolo di saggezza e fama sin dal Rinascimento: diversi poeti ne traevano ispirazioni per le loro scritture, e lo psicoanalista svizzero Carl Gustav Jung lo considera come un simbolo esoterico in grado di avere l'accesso al dominio degli Dei, il Monte Olimpo.

### Sogno, ricerca e immaginazione
Pegaso e il cavallo alato sono stati soggetto di molti studi di psicoanalisi e psicologia analitica, soprattutto dallo psicoanalista Carl Jung e dai suoi studenti. In generale, il cavallo alato è un simbolo di ricerca legato all'inconscio, agli istinti e all'intuizione, le cui ali simboleggiano «il potere trasformativo e trascendente dell'immaginazione». Lo psicologo Wilhelm Stekel studiò il sogno di un suo paziente, un giornalista che avrebbe voluto diventare un romanziere: esso sognò un cavallo alato bloccato nel terreno che sbatte le ali cercando di liberarsi. Secondo Stekel, il sogno simboleggia ambizione e impotenza: il cavallo alato è bloccato nel terreno a causa delle limitazioni imposte dal lavoro di giornalista, poiché la professione del suo paziente gli permette di esprimere solo metà della sua immaginazione.

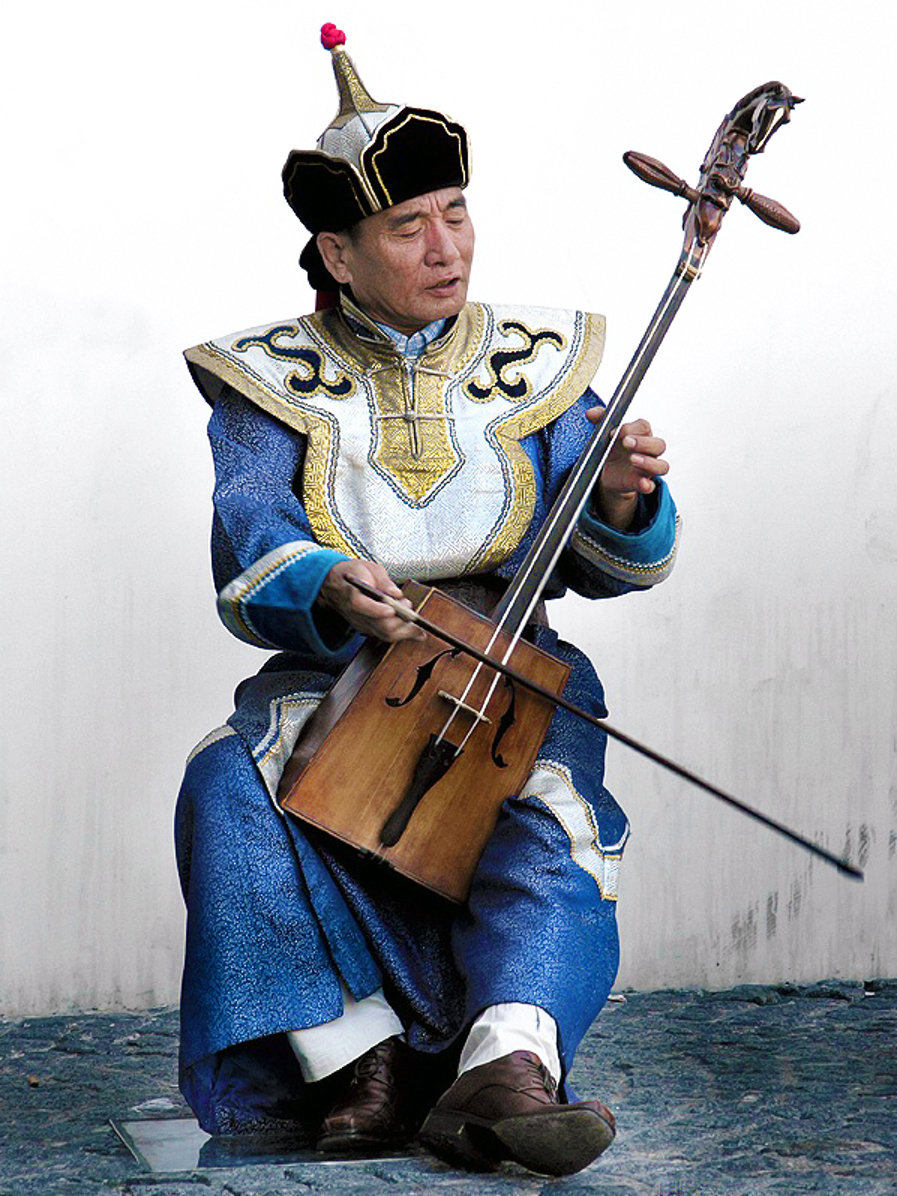
Un musicista mongolo suona il morin khuur, il violino a testa di cavallo. La creazione di questo strumento è strettamente legata allo sciamanesimo e al cavallo alato

### Sciamanesimo
Il cavallo alato è anche associato allo sciamanesimo, pratica molto presente in Asia centrale. La creazione del morin khuur (violino a testa di cavallo), uno strumento tradizionale mongolo, è raccontata da una leggenda che coinvolge un cavallo alato. Un pastore di nome Khökhöö Namjil canta così bene che un giorno l'ezen (spirito del maestro) che risiede sulla montagna vicina gli appare, dandogli un cavallo alato magico di nome Jonon Khar. Ogni notte, Jonon Khar vola per consentire al suo cavaliere di unirsi alla sua amata; tuttavia, una donna gelosa taglia le ali di Khar, il quale cade dal cielo e muore. Su consiglio della mente del suo cavallo, Khökhöö Namjil usa le sue ossa per creare un violino a testa di cavallo, attraverso il quale intona canzoni sulla vita di esso.
Le ali del cavallo lo rendono una creatura soprannaturale che sfugge ai limiti del mondo conosciuto. Lo collegano all'estasi dello sciamano che si arrampica verso il cielo su di una creatura alata, solitamente un uccello. In tutte le pratiche sciamaniche, l'uomo che intraprende un viaggio spirituale è assistito da un «animale che non ha dimenticato come si acquisiscono le ali», altrimenti non può innalzarsi.

## Rappresentazioni nell'arte

### Araldica

Lo stemma della regione Toscana presenta un Pegaso argentato al suo interno

Il cavallo alato ha il suo posto nell'araldica come figura chimerica sotto il nome di Pegaso, anche quando la sua rappresentazione non ha nulla a che vedere con la figura mitologica del Pegaso. Un esempio è lo stemma della Toscana, che presenta un Pegaso argentato su uno sfondo rosso.